# 莫納維爾 (伊利諾伊州)
莫納維爾（英語：Monaville）是位於美國伊利諾伊州萊克縣的一個非建制地區。該地的面積和人口皆未知。

## 地理
莫納維爾的座標為42°23′58″N 88°06′41″W / 42.39944°N 88.11139°W，而該地的平均海拔高度為241米（即791英尺）。